# Wijfjesvaren

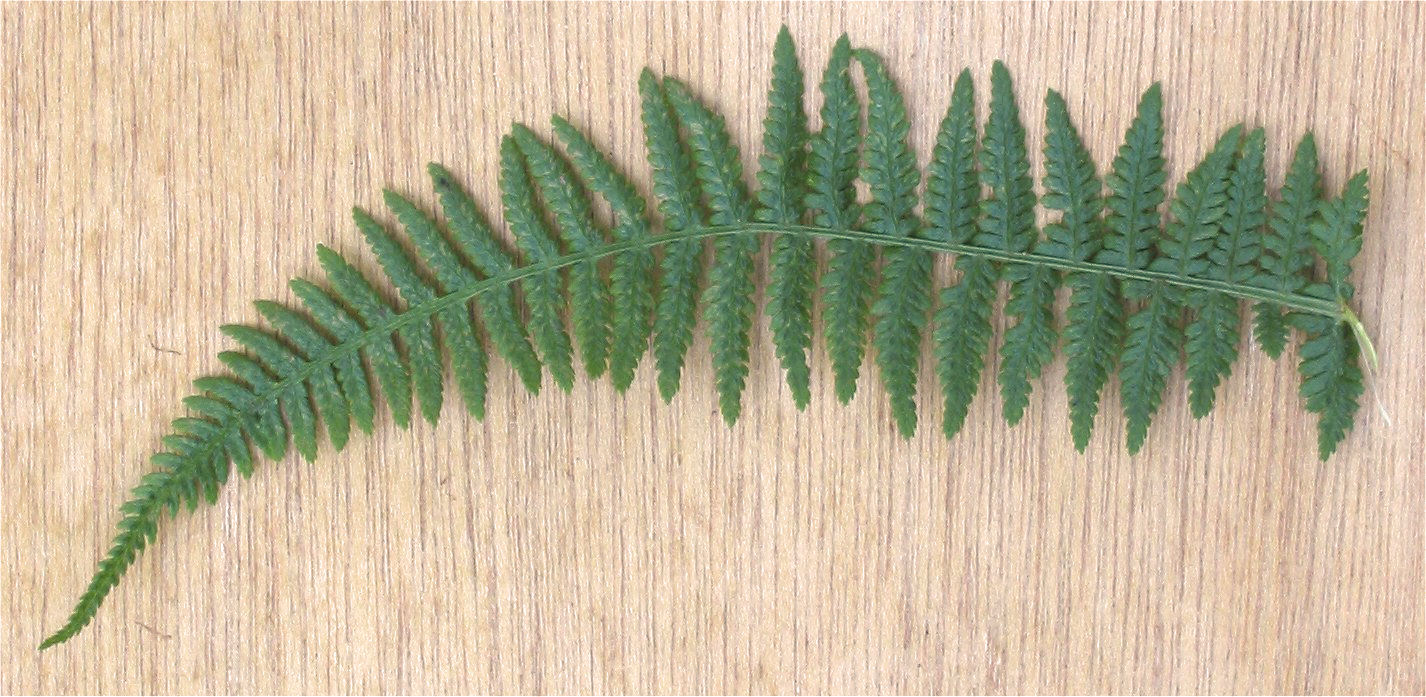
Blad van de 2de orde

De wijfjesvaren (Athyrium filix-femina) is een varen uit de wijfjesvarenfamilie (Athyriaceae). De plant komt voor op het noordelijk halfrond. De plant wordt ook in de siertuin gebruikt.

## Kenmerken
De lichtgeel-groene bladeren zijn 30–50 cm lang. De lengte van de aan de voet purperbruine bladsteel is een kwart van die van de bladschijf. De bladschijf is in omtrek elliptisch en afnemend twee tot drievoudig veerdelig of geveerd. De bladeren sterven in de winter af. In het voorjaar komen uit de wortelstok (rizoom) de nieuwe bladeren.
Net als bij de mannetjesvaren zitten de sporenhoopjes (sori), die bestaan uit sporangiën, in twee rijen. Het dekvlies (indusium) is meestal haakvormig. In juli en augustus zijn de sporen rijp.

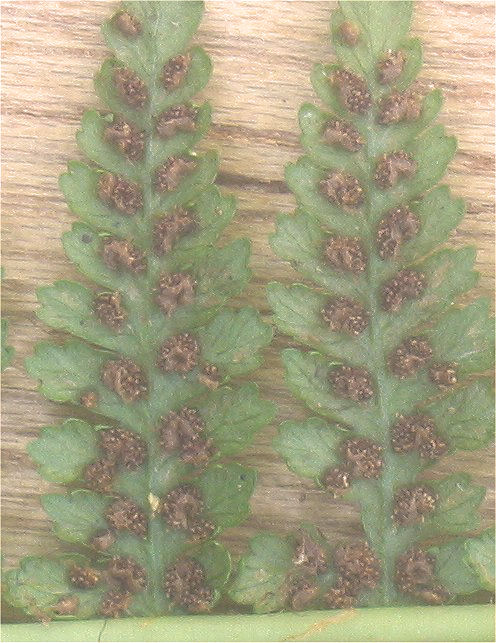
Sporenhoopjes

## Voorkomen
De wijfjesvaren komt voor op vochtige, matig voedselrijke grond in loofbossen, aan beek- en greppelkanten, op muren en basaltglooiingen.

## Plantengemeenschap
De wijfjesvaren is een kensoort voor het onderverbond Circaeo-Alnenion van het verbond van els en gewone vogelkers (Alno-padion).

## Verwante en gelijkende soorten
De wijfjesvaren heeft geen nauwe verwanten van hetzelfde geslacht in België en Nederland.
Er is kans op verwarring met de eveneens algemeen voorkomende mannetjesvaren (Dryopteris filix-mas) en de zeldzame stippelvaren (Oreopteris limbosperma). Alle drie hebben ze ongeveer hetzelfde habitat en overeenkomstige kenmerken. De wijfjesvaren is echter van beide te onderscheiden door de drievoudig gedeelde bladen en de komma- of haakvormige sporenhoopjes. De beide anderen hebben dubbel gedeelde bladen en ronde sporenhoopjes.